# پوویدون آیوداین
پوویدون آیوداین (POVIDONE IODINE) با نام تجاری بتادین (BETADINE) یک یدوفور است که اثرات تحریک‌کنندگی ید در آن کاهش یافته‌است. از این ماده قبل و بعد از عمل جراحی استفاده می‌شود. بتادین جهت ضد عفونی کردن دست‌های کادر درمان و پوست بیمار استفاده می‌شود. از بتادین جهت ضد عفونی کردن زخم‌های کوچک نیز استفاده می‌شود که به شکل پودر و مایع تولید می‌شود.
عوارض جانبی این دارو معمولاً تحریک و اگر برای جراحت‌های بزرگ استفاده شود فرد را دچار مشکلات کلیوی و سدیم بالای خون می‌کند. مصرف بتادین برای افرادی که بیش از ۳۲ هفته باردار هستند و افرادی که لیتیم مصرف می‌کنند توصیه نمی‌شود. مصرف مداوم برای افرادی که مشکل تیرویید دارند توصیه نمی‌شود.
این دارو در سال ۱۹۵۵ تولید شد و در داروهای ضروری سازمان جهانی بهداشت قرار گرفت.

## موارد مصرف
بتادین یکی از مواد ضدعفونی‌کننده قوی می‌باشد که به‌طور گسترده‌ای برای ضدعفونی و پانسمان زخم‌ها به کار می‌رود. بتادین سبز ۱۰٪: محلول آنتی سپتیک و از بین برنده باکتری‌های گرم مثبت و گرم منفی، قارچ‌ها، ویروس‌ها پروتوزوآ و اسپورها باید توجه نمود که در سوختگی‌ها به هیچ عنوان از بتادین استفاده نشود. (به خاطر وجود ترکیبات یده) برای ضدعفونی نمودن زخم‌ها ۵ الی ۶ دقیقه این ترکیب روی پوست قرار گرفته و بلافاصله با محلول نرمال سالین از محل پاک می‌شود.
بتادین قهوه‌ای یا اسکراب ۷٫۵٪: برای اسکراب نمودن پوست بیمار در عمل‌های جراحی به کار می‌رود و حاوی مواد شوینده یا دترجنت نیز می‌باشند که تولید حباب و لغزندگی می‌کند.

## مکانیسم اثر
یدوفور (IODOPHOR) ماده‌ای است متشکل از ید و یک عامل حل‌کننده نظیر پوویدون یا سورفکتانت که وقتی به صورت محلول است ید آزاد می‌کند. بتادین نسبت به ید گزینه بهتری برای ضدعفونی سطح پوست و زخم‌ها است، چراکه بر روی روند التیام اثر منفی بر جای نگذاشته و با در اختیار داشتن ید فعال کافی اثری پایدارتری دارد. مزیت آنتی سپتیک‌های حاوی ید، طیف گسترده فعالیت ضد میکروبی (کشتن اغلب عوامل بیماریزا حتی اسپورها) می‌باشد.

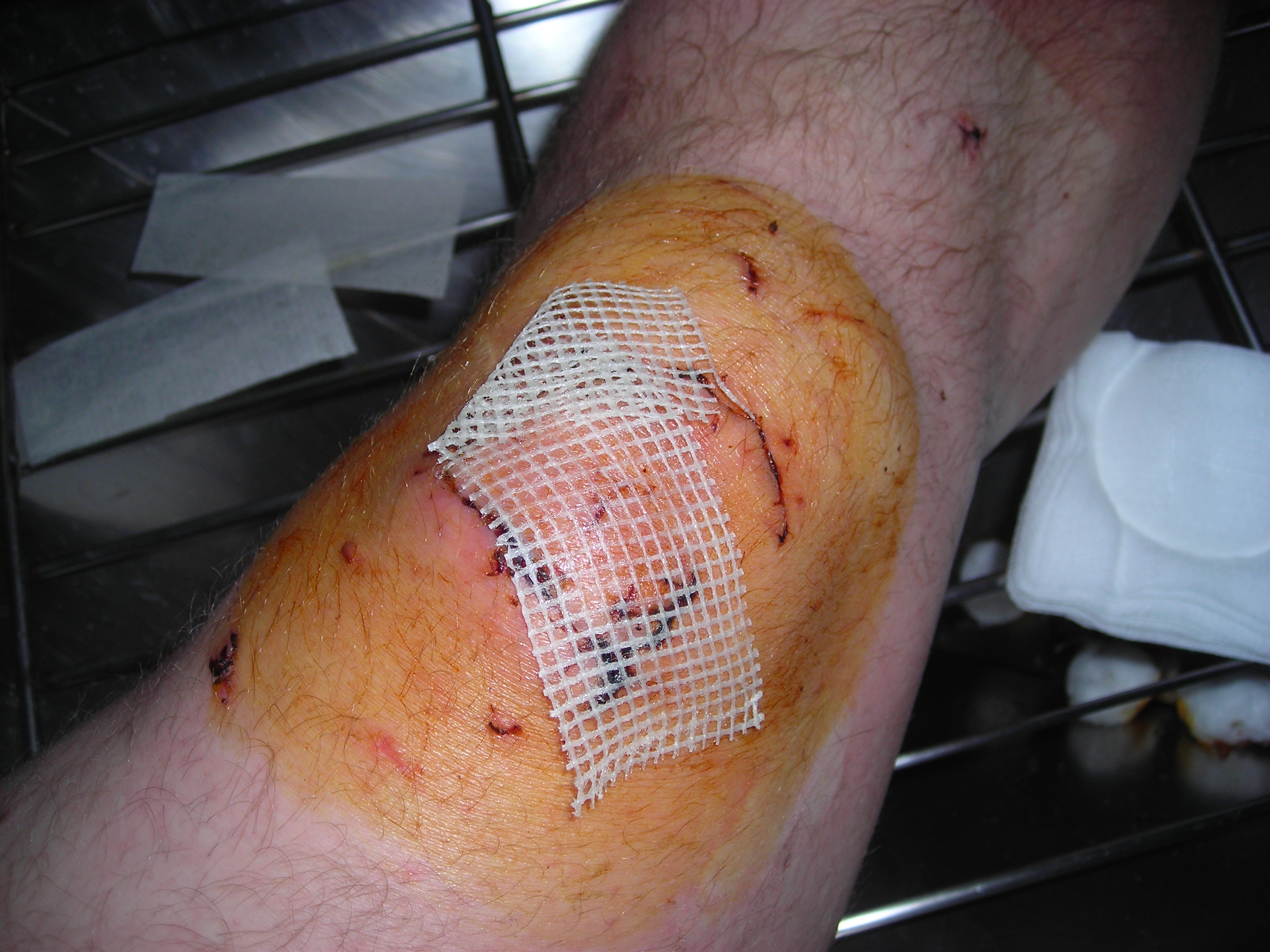
محل آسیب دیدگی که با بتادین آغشته شده‌است و همچنین گاز استریل روی آن قرار داده شده‌است.

## عوارض جانبی
بتادین در صورت تماس با بافت‌های زنده داخل زخم (مانند عضلات و…) با تخریب آن‌ها موجب تأخیر در التیام زخم و ایجاد بافت جوشگاهی می‌شود و حساسیت‌های موضعی نیز ایجاد می‌کند. (به خاطر وجود ترکیبات ید)